# Carols
«CAROLS» es el sencillo n.º 34 de la cantante japonesa Ayumi Hamasaki, lanzado originalmente el 29 de septiembre del año 2004.

## Información
El lanzamiento para este sencillo el único que ha sido lanzado en tantos formatos distintos, entre los que se encuentran aparte de versiones CD y CD+DVD, versiones de SACD así como de DVD-Audio. Se desconoce el por qué fue lanzado de forma tan masiva con tantos formatos, pero varios trabajos lanzados bajo otros artistas de Avex Trax dentro de esta época también fueron lanzados en más de los dos formatos típicos. Lo más probable es que haya sido para ver si estos formatos atraían al público, y se lograban mejores ventas.
La balada "CAROLS" fue utilizada para comerciales de la cámara digital perteneciente a Panasonic modelo LUMIX DMC-FX7. El comercial de dicho producto fue ampliamente difundido, y las calles de las principales avenidas de Japón se llenaron de fotos promocionales con Ayu promocionando este producto. El traje que la cantante ocupa en este comercial también causó conmoción entre fanáticos, ya que es un sensual corsé. El traje incluso fue imitado a imagen del de Ayumi, y comenzó a comercializarse en tiendas para adultos como traje sensual. Posteriormente el mismo comercial fue utilizado, pero para "CAROLS Classical", una versión de la canción en música clásica, para el álbum MY STORY Classical, que fue lanzado el 2005.
El video musical de "CAROLS" puede considerarse algo monótono, y en parte es aceptable ya que varias escenas que fueron grabadas para éste al final no fueron incluidas. El video es completamente en blanco y negro, con escenas de Ayumi en el escenario de un teatro vacío, así como también imágenes de ella al interior de un carrusel. Escenas que fueron grabadas en la Prefectura de Kanagawa de Ayumi en un parque sentada sobre un columpio finalmente no fueron incluidas, ya que mientras grababan estas escenas se desató un viento algo fuerte. Algunos registros de estas capturas están presentes en las escenas de detrás de cámara del video musical, que está dentro del DVD del álbum MY STORY.

## Canciones

### CD
1. «CAROLS» "Original Mix"
2. «CAROLS» "Criminal Tribal Mix"
3. «CAROLS» "Hammond B-3 Whisper"
4. «CAROLS» "Original Mix -Instrumental-"

### DVD
1. «CAROLS» (videoclip)

- Datos: Q977577